# چارلز نولتن
چارلز نولتن (به انگلیسی: Charles Knowlton) (زادهٔ ۱۰ مه ۱۸۰۰ - درگذشتهٔ ۲۰ فوریهٔ ۱۸۵۰ میلادی) یک پزشک، نویسنده و خداناباور اهل کشور آمریکا بود.

## تحصیلات و زندگی
نولتن در ۱۰ مه ۱۸۰۰ و در تمپلتون، ماساچوست به دنیا آمد. والدین او استفن و کامفورت (وایت) نولتن نام داشتند. پدر بزرگ وی ازکیل نولتن نام داشت. نولتن به یک مدرسهٔ محلی رفت؛ و پس از آن به آکادمی نیو سالم پای گذاشت. در سن ۱۸ سالگی او به رشتهٔ پزشکی علاقه پیدا کرد و بیشتر وقت خود را با استادش ریچار استوارت سپری می‌کرد. وی با دختر ریچارد استوارت ازدواج کرد. او نزد چند استاد پزشکی به یادگیری پرداخت و دو ترم ۱۴ هفته ای «درس پزشکی» را نیز در کالج دارتموت به اتمام رساند. او دکترای پزشکی خود را در سال ۱۸۲۴ دریافت کرد و پس از آن به هاولی، ماساچوست مهاجرت کرد تا کار خود را آغاز کند و پس از آن نیز به دلیل کالبد شکافی غیرقانونی مدت دو ماه را در زندان ووستر کانتی خدمت کرد.

## میوه‌های فلسفه
در سال ۱۸۳۲ میلادی نولتن به همراه خانواده اش به اشفیلد، ماساچوست آمد تا در آنجا مشغول به کار شود. یک سال پس از آن شهردار اشفیلد به نام مسون گروونور کمپینی را علیه «خیانت و مجازات» به راه انداخت که نولتن را به عنوان ریشه آن هدف قرار داده بود. نولتن کتابی را با نام میوه‌های فلسفه یا همنشین خصوصی جوانان متأهل نوشته بود و آن را به مراجعه کنندگان خود نشان می‌داد. این کتاب خلاصه ای از درک علم پزشکی دربارهٔ لقاح به همراه چند روش جهت درمان ناباروری و ناتوانی جنسی و همچنین توضیحاتی دربارهٔ روشهای پیشگیری از بارداریی بود که او گسترش داده بود. مانند شستن مهبل پس از آمیزش جنسی با برخی از حلال‌های شیمیایی خاص. نولتن مورد پیگرد قانونی قرار گرفت و پس از آن به جرم نوشتن این کتاب جریمه شد.